# Etylbromid

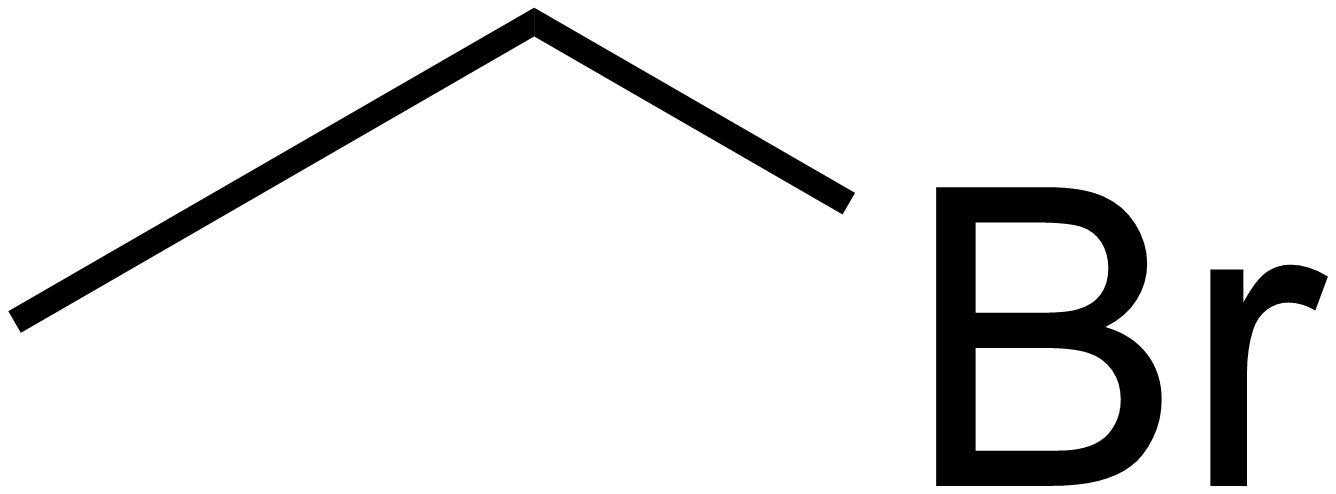

Etylbromid eller brometan, C2H5Br, är en halogenalkan, som vid rumstemperatur är en flyktig och angenämt luktande vätska med kokpunkt 38,4 °C. Den är olöslig i vatten, men löses av eter eller alkohol.
Den tillverkas genom destillation av en blandning av alkohol och svavelsyra med tillsats av kaliumbromid, och därpå följande rening. På detta sätt kan preparatet erhållas fullständigt rent med densitet 1,473.

## Användning
Den kan användas som bedövningsmedel och som källa till etylgrupper i organiska reaktioner.